# 涅莫德林的伯納德
涅莫德林的伯納德（波蘭語：Bernard niemodliński，約1376年—1455年4月），涅莫德林公爵，奧波列公爵波爾科三世的幼子，1382年至1450年在位。
1400年，伯納德獲得斯切爾采和涅莫德林。1455年，伯納德去世。